# Kałków (Otmuchów)
Kałków (deutsch Kalkau) ist ein Dorf in der Stadt- und Landgemeinde Otmuchów im Powiat Nyski der Woiwodschaft Opole in Polen.

## Geographie
Das Angerdorf Kałków liegt im Südwesten der Region Oberschlesien, acht Kilometer südlich von Otmuchów (Ottmachau), 16 Kilometer südwestlich von Nysa (Neisse) und 75 Kilometer südwestlich von Opole (Oppeln) am Weidenauer Wasser. Östlich des Dorfes verläuft die stillgelegte Bahnlinie der vormaligen Neisser Kreisbahn.
Nachbarorte von Kałków sind im Norden Broniszowice (Brünschwitz) und Wierzbno (Würben), im Nordosten Buków (Baucke), im Osten Jodłów (Tannenberg), im Südosten Łąka (Wiesau), im Südwesten Zwanowice (Schwandorf) und im Westen Piotrowice Nyskie (Peterwitz).

## Geschichte

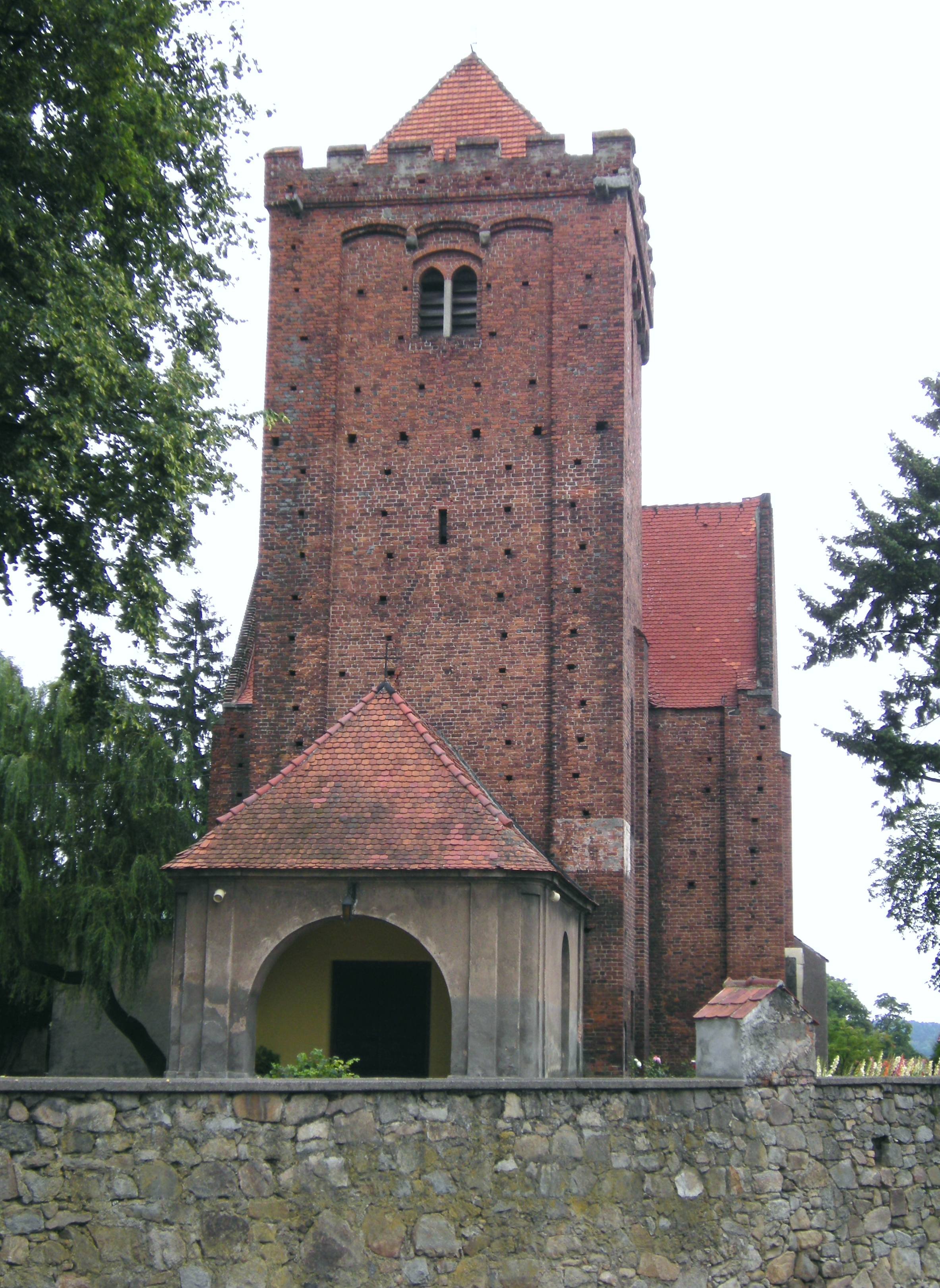
Kirche St. Mariä Heimsuchung

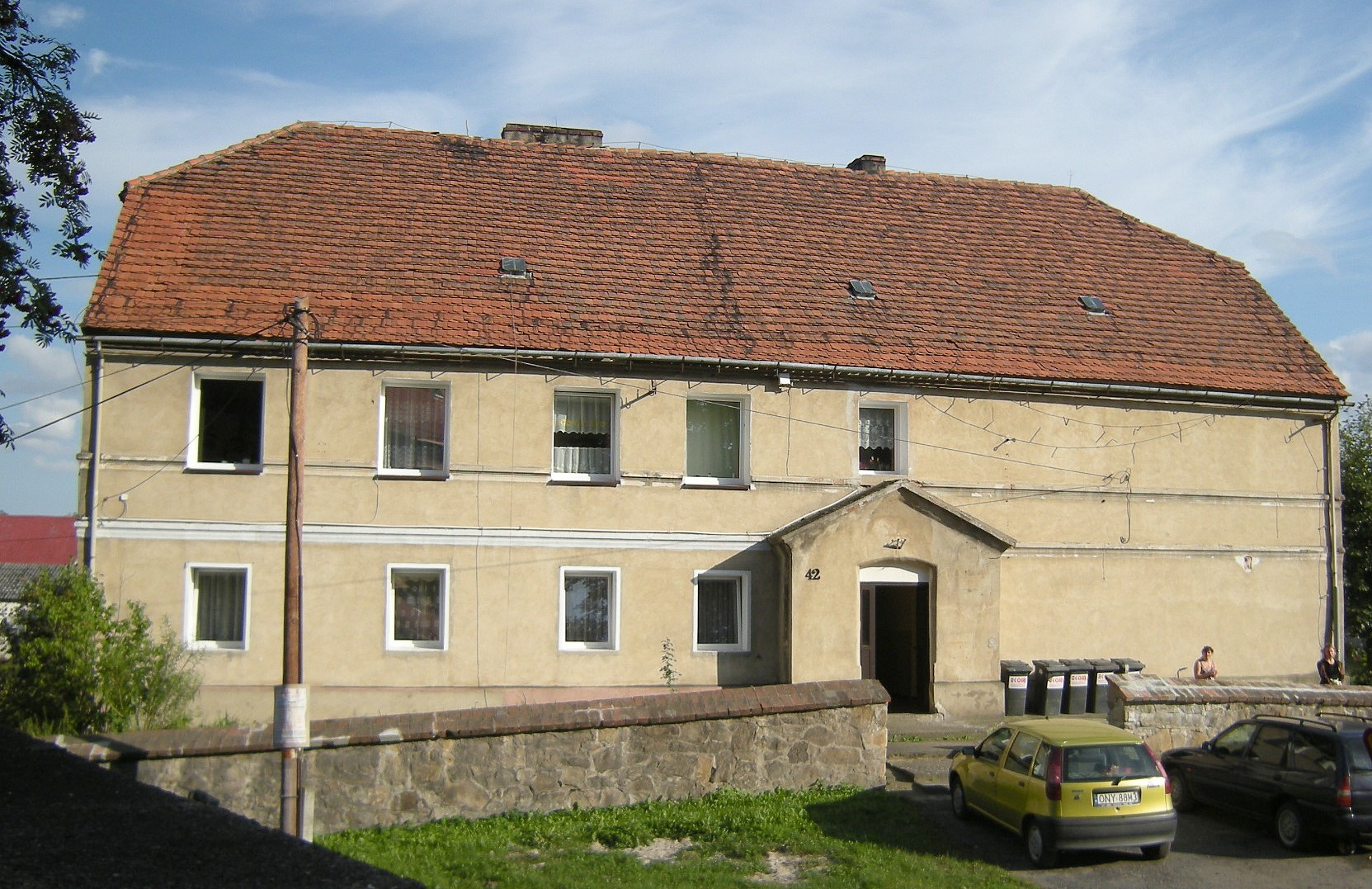
Ehemalige Schule

Erstmals urkundlich erwähnt wurde „Calcow“ im Jahre 1291. Vermutlich bestand es bereits im 12. Jahrhundert, da in der Dorfkirche die Jahreszahl 1132 eingraviert ist, die den Bau der Kirche durch den Templerorden bezeugt. 1295 soll der bischöfliche Hof in „Calchow“ abgebrannt sein. Im Breslauer Zehntregister Liber fundationis episcopatus Vratislaviensis aus den Jahren 1295–1305 ist der Ort als Kalcow verzeichnet. Es gehörte zur Kastellanei Ottmachau und gelangte mit dieser 1290 an das geistliche Fürstentum Neisse, das bis zur Säkularisation 1810 bestand.
Nach dem Ersten Schlesischen Krieg 1742 fiel Kalkau mit dem größten Teil Schlesiens an Preußen.
Nach der Neuorganisation der Provinz Schlesien wurde die Landgemeinde Kalkau 1816 dem Landkreis Neisse eingegliedert, mit dem es bis 1945 verbunden blieb. 1845 bestanden im Dorf eine Scholtisei, eine katholische Pfarrkirche, eine katholische Schule sowie 84 weitere Anwesen. Im gleichen Jahr lebten in Kalkau 636 Menschen, davon fünf evangelisch. 1855 lebten 741 Menschen in Kalkau. 1865 bestanden im Ort 24 Bauern-, 25 Gärtner-, 29 Häuslerstellen und zwei Mühlen. 1874 wurde der Amtsbezirk Kalkau gebildet, dem die Landgemeinden Baucke, Brünschwitz, Kalkau, Peterwitz, Schwandorf und Würben sowie die Gutsbezirke Baucke, Kalkau, Peterwitz, Schwandorf und Würben zugeteilt wurden. Erster Amtsvorsteher war der Rittergutsbesitzer Pohl. Für das Jahr 1885 sind für Kalkau 669 Einwohner belegt, 1933 waren es 590 und 1939 601 Einwohner.
Während des Zweiten Weltkriegs bestand in Kalkau zeitweise ein Arbeitslager. Als Folge des Zweiten Weltkriegs fiel Kalkau 1945 mit dem größten Teil Schlesiens an Polen. Nachfolgend wurde es in Kałków umbenannt und der Woiwodschaft Schlesien angeschlossen. Die deutsche Bevölkerung wurde weitgehend vertrieben. 1950 wurde es der Woiwodschaft Opole eingegliedert. Das im Zweiten Weltkrieg unbeschadet gebliebene Schloss Kalkau (Pałac Kałków) wurde 1970 abgerissen. 1999 kam Kałków zum wiedergegründeten Powiat Nyski. 2007 lebten 652 Einwohner im Ort.

## Sehenswürdigkeiten
- Die römisch-katholische Kirche Mariä Heimsuchung und Georg (Heiliger)|hl. Georg (polnisch Kościół Narodzenia NMP i św. Jerzego) ist eine Backstein-Saalkirche. Ein Vorgängerbau wurde vermutlich um 1132 durch die Templer erbaut. Der heutige Bau wurde Mitte des 13. Jahrhunderts mit dem Grundriss eines Lateinischen Kreuzes errichtet. Der Westturm mit Blendarkaden und Zinnenkranz stammt aus dem 15./16. Jahrhundert. Nach Durchbruch des Chores wurde der Bau 1931–1933 an der Ostseite im Stil des Spätexpressionismus erweitert. Die Innenausstattung im Stil des Barock stammt größtenteils aus dem 18. Jahrhundert. Der Hauptaltar mit der Darstellung der Heiligen Familie sowie die Kanzel stammen aus der zweiten Hälfte des 18. Jahrhunderts. 1964 wurde die Kirche unter Denkmalschutz gestellt[10]
- Nordöstlich der Kirche liegt das zweigeschossige Pfarrhaus aus dem Anfang des 19. Jahrhunderts. Es wurde ebenfalls im Stil des Klassizismus erbaut. 1966 wurde es unter Denkmalschutz gestellt[10]

## Vereine
- Fußballverein LZS Kałków
- Freiwillige Feuerwehr OSP Kałków